# Kanton Frankenthal
Der Kanton Frankenthal (franz.: Canton de Frankenthal) war eine von zehn Verwaltungseinheiten, in die sich das Arrondissement Speyer (franz.: Arrondissement de Spire) im Departement Donnersberg (franz.: Département du Mont-Tonnerre) gliederte. Der Kanton war in den Jahren 1798 bis 1814 Teil der Ersten Französischen Republik (1798–1804) und des Ersten Französischen Kaiserreichs (1804–1814). Hauptort (chef-lieu) war Frankenthal.
Nachdem die Pfalz 1816 zum Königreich Bayern gekommen war, wurden die Kantone, teilweise mit geändertem Gebietsstand, zunächst beibehalten und waren Teile der Verwaltungsstruktur bis 1852.
Das Verwaltungsgebiet des Kantons Frankenthal umfasste hauptsächlich die heutige kreisfreie Stadt Frankenthal (Pfalz) und einen Teil des Rhein-Pfalz-Kreises in Rheinland-Pfalz. Zwei der damaligen Gemeinden liegen im heutigen Landkreis Bad Dürkheim und zwei in der Stadt Ludwigshafen am Rhein.

## Gemeinden und Mairies
Nach amtlichen Tabellen aus den Jahren 1798 und 1811 gehörten zum Kanton Frankenthal folgende Gemeinden, die verwaltungsmäßig Mairies zugeteilt waren (Ortsnamen in der damaligen Schreibweise); die Einwohnerzahlen (Spalte „EW 1815“) sind einer Statistik von 1815 entnommen; die Spalte „vor 1792 zugehörig“ nennt die landesherrliche Zugehörigkeit vor der französischen Inbesitznahme.
| Gemeinde            | Mairie         | EW 1815 | vor 1792 zugehörig | Anmerkungen                                          |
| ------------------- | -------------- | ------- | ------------------ | ---------------------------------------------------- |
| Beindersheim        | Heuchelheim    | 450     | Hochstift Worms    |                                                      |
| Bobenheim am Sand   | Bobenheim      | 786     | Hochstift Worms    | seit 1969 Ortsteil von Bobenheim-Roxheim (Bobenheim) |
| Edigheim            | Edigheim       | 997     | Kurpfalz           | seit 1938 Stadtteil von Ludwigshafen am Rhein        |
| Eppstein            | Eppstein       | 580     | Kurpfalz           | seit 1969 Stadtteil von Frankenthal (Pfalz)          |
| Flomersheim         | Flomersheim    | 420     | Kurpfalz           | seit 1919 Stadtteil von Frankenthal (Pfalz)          |
| Frankenthal         | Frankenthal    | 3700    | Kurpfalz           | heute Kernstadt von Frankenthal (Pfalz)              |
| Gerolsheim          | Gerolsheim     | 640     | Kurpfalz           |                                                      |
| Grosniedesheim      | Grosniedesheim | 310     | Kurpfalz           | heute Großniedesheim                                 |
| Heßheim             | Heßheim        | 480     | Kurpfalz           |                                                      |
| Heuchelheim         | Heuchelheim    | 500     | Graf von Hallberg  | heute Heuchelheim bei Frankenthal                    |
| Kleinniedesheim     | Grosniedesheim | 114     | Kurpfalz           |                                                      |
| Lambsheim           | Lambsheim      | 1681    | Kurpfalz           |                                                      |
| Mörs                | Edigheim       | *)      | Hochstift Worms    | seit 1919 Stadtteil von Frankenthal (Pfalz) (Mörsch) |
| Oppau               | Oppau          | 1275    | Kurpfalz           | seit 1938 Stadtteil von Ludwigshafen am Rhein        |
| Roxheim             | Bobenheim      | 410     | Hochstift Worms    | seit 1969 Ortsteil von Bobenheim-Roxheim             |
| Studernheim         | Oppau          | 227     | Kurpfalz           | seit 1919 Stadtteil von Frankenthal (Pfalz)          |
| Weissenheim am Sand | Weissenheim    | 1250    | Kurpfalz           | heute Weisenheim am Sand                             |

*) Die Einwohner von Mörsch sind bei Edigheim enthalten.

## Geschichte
Vor der Annexion des Linken Rheinufers in den französischen Revolutionskriegen (1794) gehörten die Ortschaften im 1798 eingerichteten Verwaltungsbezirk des Kantons Frankenthal zu zwei verschiedenen Territorien: zur Kurpfalz und zum Hochstift Worms; Heuchelheim  war reichsritterschaftlich und gehörte dem Grafen von Hallberg.
Von der französischen Direktorialregierung wurde 1798 die Verwaltung des Linken Rheinufers nach französischem Vorbild reorganisiert und damit u. a. eine Einteilung in Kantone übernommen. Die Kantone waren zugleich Friedensgerichtsbezirke. Der Kanton Frankenthal gehörte zum Arrondissement Speyer im Departement Donnersberg. Der Kanton gliederte sich in 17 Gemeinden, die von zwölf Mairies verwaltet wurden.
Nachdem im Januar 1814 die Alliierten das Linke Rheinufer wieder in Besitz gebracht hatten, wurde im Februar 1814 das Departement Donnersberg und damit auch der Kanton Frankenthal Teil des provisorischen Generalgouvernements Mittelrhein. Nach dem Pariser Frieden vom Mai 1814 wurde dieses Generalgouvernement im Juni 1814 aufgeteilt, das Departement Donnersberg wurde der neu gebildeten Gemeinschaftlichen Landes-Administrations-Kommission zugeordnet, die unter der Verwaltung von Österreich und Bayern stand.

## Bayerischer Kanton Frankenthal
Aufgrund der auf dem Wiener Kongress getroffenen Vereinbarungen kam das Gebiet im Juni 1815 zu Österreich. Die gemeinschaftliche österreichisch-bayerische Verwaltung wurde vorerst beibehalten. Am 14. April 1816 wurde zwischen Österreich und Bayern ein Staatsvertrag geschlossen, in dem ein Austausch verschiedener Staatsgebiete vereinbart wurde. Hierbei wurden die linksrheinischen österreichischen Gebiete zum 1. Mai 1816 an das Königreich Bayern abgetreten.
Der bayerische Kanton Frankenthal gehörte im neu geschaffenen Rheinkreis zunächst zur Kreisdirektion Frankenthal. 1817 wurde die Gemeinde Weisenheim am Sand aus dem Kanton Frankenthal aus- und in den Kanton Dürkheim eingegliedert. Nach der Untergliederung des Rheinkreises in Landkommissariate (1818) gehörte der Kanton Frankenthal zum Landkommissariat Frankenthal.
Zum bayerischen Kanton Frankenthal gehörten nach 1817 insgesamt 16 Gemeinden:
| - Beindersheim - Bobenheim - Edigheim - Eppstein - Flomersheim - Frankenthal | - Gerolsheim - Großniedesheim - Heßheim - Heuchelheim - Kleinniedesheim - Lambsheim | - Mörsch - Oppau - Roxheim - Studernheim |

In einer 1836 erstellten Statistik wurden im Kanton Frankenthal 17.221 Einwohner gezählt, davon waren 6946 Katholiken, 9585 Protestanten, 174 Mennoniten und 516 Juden.
Im Jahr 1852 wurde der Kanton Frankenthal, so wie alle Kantone in der Pfalz, in eine Distriktsgemeinde umgewandelt.